# Bernard Rodriguez
 (juillet 2014).
Bernard Rodriguez est un footballeur puis entraîneur français, né le 16 décembre 1964 à Aubagne. Après une carrière de footballeur amateur au poste de milieu de terrain, il se reconvertit en entraineur en 1993.

## Biographie

### Carrière de joueur
Bernard Rodriguez signe son premier contrat avec une équipe première de football en 1981 avec l'AS Mazargues. Après deux années passées là-bas, il signe dans la réserve du Stade brestois 29. Malheureusement, Rodriguez ne convainc pas et n'est pas retenu en équipe première dans le futur. Il signe au prestigieux Football Club de Sète 34 en 1985, au moment où le club est amateur. Il part en 1990 au Sporting Toulon Var qu'il quittera en 1992. Après un an passé en tant que joueur libre, il signe au Stade olympique Cassis Carnoux en 1993, en tant que joueur-entraineur. Il prend sa retraite de joueur en 1994, à l'âge de trente ans.

### Carrière d’entraîneur

#### SO Cassis (1993-1996)
Au SO Cassis, l'ancien Sétois entraîne pendant trois ans avec une saison en tant qu'entraineur-joueur.

#### Aubagne FC (1998-2003)
De 1996 à 1998, il restera sans club jusqu'à ce qu'il soit repéré par le Aubagne FC. Il y reste 7 ans et fait monter l'équipe première de Promotion d'Honneur (PH) (soit le 8e échelon) à la Division d'Honneur (DH) (soit le 6e échelon). Il remporte également une Coupe de Provence.

#### US Marignane (2003-2004)
En 2003, il rejoint à l'Union sportive de Marignane qu'il fait monter de DH à CFA2.

#### US Endoume (2004-2005)
En 2004, il part à l'Union sportive Marseille Endoume Catalans qu'il parvient à faire remonter de CFA2 à CFA. Il entraîne également l'équipe réserve endoumoise qu'il réussit à faire monter de PH à DHR. Sous sa houlette, le club marseillais remporte la Coupe de Provence.

#### FC Istres (2005-2007)
De 2005 à 2006, il part intégrer le staff de Jean-Louis Gasset au FC Istres en Ligue 2. A la fin de l'année 2006, à la suite du départ de Gasset, il prend les rênes de l'équipe première durant une dizaine de matchs avant d'être également démis de ses fonctions.

#### US Endoume (2007)
Il part de nouveau entrainer l'US Endoume pour cinq mois. 

#### GS Consolat (2008-2009)
Il ne récupère un poste d'entraineur qu'un an plus tard au Groupe sportif Consolat dans les quartiers Nord de Marseille pendant onze mois. 

#### AS Gémenos (2009-2013)
Il part à l'AS Geménos en 2009 durant quatre saisons, faisant passer le club de PH à DH.

#### ES Pennoise (2013-2014)
Il y restera quatre ans et partira à l'ES Pennoise qu'il entraine durant la majorité de la saison 2013-2014.

#### Espérance de Tunis (2015)
En juin 2015, il part en Tunisie pour être l'adjoint de José Anigo à l'Espérance de Tunis mais ne reste que deux mois avant de s'occuper du centre de formation du club de Tunis. 

#### CS Hammam-Lif (2016)
En juin 2016, il devient l’entraîneur du Club sportif de Hammam-Lif.

#### Levadiakos (2016-2018)
Il part à Levadiakos en tant qu'adjoint de José Anigo.

#### Paniónios GSS (2018)
Il arrive dans le club de Paniónios comme adjoint d'Anigo pour sauver le club de la relégation en deuxième division grecque. En effet, le club d'Athènes occupe la dernière place du Championnat. En quelques mois, ils arrivent à faire remonter l'équipe à la cinquième place à quelques points des places qualificatives pour la Ligue Europa. Cependant, en raison de salaires de joueurs non versés par le président, ils décident de résilier leurs contrats.

#### Sporting Club Chabab Mohammédia (2019)
En 2019, il reprend un rôle de numéro un en deuxième division marocaine au SC Chabab Mohammedia.

#### Mauritanie (2021-2022)
De 2021 à 2022, il est l'adjoint de Gérard Buscher à la tête de la sélection de la Mauritanie.

#### Arabie saoudite -15 ans (2022-)
Depuis novembre 2022, il est le sélectionneur de l'équipe d'Arabie saoudite des moins de 15 ans.